# Pizol
Pizol là một ngọn núi thuộc dãy núi Glarus Alps ở phía đông bắc Thụy Sĩ, đối diện Wangs ở bang St. Gallen. Ở độ cao 2.844 mét so với mực nước biển, đây là đỉnh cao nhất của chuỗi ngăn cách các thung lũng của sông Seez và Tamina, và ngọn núi cao nhất nằm hoàn toàn trong bang St. Gallen.
Có năm hồ trên núi (Pizolseen) trên Pizol: Wangsersee tại Pizolhütte, Wildsee, Schottensee, Schwarzsee (2368 m) và Baschalvasee (2174 m). Một sông băng cirque nhỏ, Pizolgletscher, nằm trên 2.600 mét ở phía bắc của ngọn núi.
Pizol Hut nằm ở độ cao 2.227 mét (7.306 ft).
Vào ngày 22 tháng 9 năm 2019, một "đám tang" và tang lễ được tổ chức cho sông băng Pizol đã biến mất do nhiệt độ tăng. Một buổi lễ tương tự đã được tổ chức vào tháng 8 khi sông băng Okjökull ở Iceland biến mất.